# Montacuto
Montacuto – miejscowość i gmina we Włoszech, w regionie Piemont, w prowincji Alessandria.
Według danych na styczeń 2010 gminę zamieszkiwało 310 osób przy gęstości zaludnienia 13,1 os./1 km².